# A magyar cselgáncs-csapatbajnokságok végeredményei
A magyar cselgáncs-csapatbajnokság 1953-tól kerül megrendezésre (a nők részére csak 1988-tól). 2023-tól vegyes csapatversenyt rendeznek. A bajnokságot a Magyar Judo Szövetség írja ki és rendezi meg. 1956-ig egyéni-csapatbajnokságot rendeztek, vagyis az egyéni bajnokságokban elért helyezések alapján értékelték a csapatokat is. Korábban sokszor körmérkőzéses rendszerben, esetleg két vagy több nap alatt rendezték a bajnokságokat, de az utóbbi évtizedekben már legtöbbször kieséses rendszerben, egy napon.
A legtöbb bajnoki címet a férfiaknál és a nőknél is a Bp. Honvéd nyerte, 24-szer, illetve 10-szer győztek. A vegyes bajnokságban az Újpesti TE és az MTK Budapest nyert legtöbbször, 1 alkalommal. 

## A bajnokságok végeredményei

### Férfiak
1953
1. Bp. Dózsa, 2. Bp. Bástya, 3. Bp. Honvéd, 4. Bp. Haladás
1954
1. Bp. Dózsa, 2. Bp. Vörös Lobogó (volt Bp. Bástya), 3. Bp. Haladás
1955
1. Bp. Dózsa, 2. Bp. Haladás, 3. Bp. Vörös Lobogó
1956
1. Bp. Dózsa, 2. Bp. Vörös Lobogó, 3. Bp. Haladás, 4. Tatabányai Bányász, 5. Bp. Vasas
1957
1. Újpesti Dózsa (volt Bp. Dózsa), 2. MTK (volt Bp. Vörös Lobogó), 3. Vasas FORSZ (Forgácsoló Szerszámgépgyár), 4. Békéscsabai Dózsa
1958
1. Újpesti Dózsa, 2. MTK, 3. Békéscsabai Dózsa, a Szegedi EAC és a Tatabányai Bányász nem jött el
1959
1. Újpesti Dózsa, 2. MTK, 3. Békéscsabai Dózsa, 4. Tatabányai Bányász, 5. Újpesti Dózsa II
1960
1. Újpesti Dózsa, 2. MTK, 3. Békéscsabai Dózsa, 4. Testnevelési Főiskola SE, indult még: Tatabányai Bányász, Szegedi EAC
1961
1. Újpesti Dózsa, 2. Szegedi EAC, 3. Kecskeméti Dózsa és MTK, indult még: Testnevelési Főiskola SE, Közgazdasági Egyetem SC, Tatabányai Bányász
1962
döntő: 1. Újpesti Dózsa, 2. Tatabányai Bányász, 3. MTK, 4. Kecskeméti Dózsa
I. csoport: 1. Tatabányai Bányász, 2. Újpesti Dózsa, 3. Közgazdasági Egyetem SC, 4. Miskolci Dózsa, 5. Honvéd Budai Nagy Antal SE
II. csoport: 1. MTK, 2. Kecskeméti Dózsa, 3. Rákoskeresztúri Egyesült Vegyiművek MTE, 4. Dorogi Bányász, 5. Honvéd ETI SE
1963
1. Újpesti Dózsa, 2. MTK, 3. Tatabányai Bányász, 4. Építőgépgyár SE, indult még: Kecskeméti Dózsa, Békéscsabai Dózsa
1964
1. MTK, 2. Újpesti Dózsa, 3. Tatabányai Bányász, 4. Honvéd ETI SE
1965
1. MTK, 2. Bp. Honvéd, 3. Tatabányai Bányász, 4. Kecskeméti Dózsa, 5. Újpesti Dózsa, 6. Honvéd ETI SE
1966
1. Bp. Spartacus, 2. Bp. Honvéd, 3. Közgazdasági Egyetem SC, 4. MTK, 5. Kecskeméti Dózsa, 6. Tatabányai Bányász
1967
1. Bp. Spartacus, 2. Újpesti Dózsa, 3. Bp. Honvéd, 4. Közgazdasági Egyetem SC, 5. Pécsi Dózsa, 6. MTK
1968
1. Bp. Spartacus, 2. Újpesti Dózsa, 3. Kecskeméti Dózsa, 4. Bp. Honvéd, 5. Közgazdasági Egyetem SC, 6. Tatabányai Bányász
1969
1. Bp. Spartacus, 2. Bp. Honvéd, 3. Újpesti Dózsa, 4. Kecskeméti Dózsa, 5. Közgazdasági Egyetem SC, 6. MTK
1970
1. Bp. Spartacus, 2. Kecskeméti Dózsa, 3. Újpesti Dózsa, 4. Bp. Honvéd, 5. Szegedi EOL SC (volt Szegedi EAC), 6. Bajai MEDOSZ, 7. MTK, 8. Tatabányai Bányász
1971
1. Kecskeméti Dózsa, 2. Bp. Spartacus, 3. Bp. Honvéd, 4. Újpesti Dózsa, 5. Honvéd Szalvai SE, 6. Szegedi EOL SC, 7. MTK
1972
1. Bp. Honvéd, 2. Bp. Spartacus, 3. Kecskeméti Dózsa, 4. Újpesti Dózsa, 5. Szegedi EOL SC, 6. Győri Dózsa, 7. Honvéd Szalvai SE, 8. Tatabányai Bányász
1973
1. Bp. Spartacus, 2. Bp. Honvéd, 3. Újpesti Dózsa, 4. Kecskeméti SC (volt Kecskeméti Dózsa), 5. Honvéd Szalvai SE, 6. Szegedi EOL SC, 7. Győri Dózsa, 8. Tatabányai Bányász
1974
1. Bp. Honvéd, 2. Bp. Spartacus, 3. Újpesti Dózsa, 4. Győri Dózsa, 5. Szegedi EOL SC, 6. Kecskeméti SC, 7. Honvéd Szalvai SE, 8. Mélyépterv
1975
1. Bp. Spartacus, 2. Újpesti Dózsa, 3. Bp. Honvéd, 4. Kecskeméti SC, 5. Győri Dózsa, 6. Honvéd Szalvai SE, 7. Szegedi EOL SC, 8. Mélyépterv
1976
1. Bp. Spartacus, 2. Bp. Honvéd, 3. Honvéd Szalvai SE, 4. Kecskeméti SC, 5. Újpesti Dózsa, 6. Győri Dózsa, 7. Tatabányai Bányász, a Bajai SK visszalépett
1977
1. Bp. Honvéd, 2. Bp. Spartacus, 3. Kecskeméti SC, 4. Honvéd Szalvai SE, 5. Újpesti Dózsa, 6. Miskolci VSC, 7. Győri Dózsa, 8. Szegedi EOL AK (volt Szegedi EOL SC)
1978
1. Bp. Honvéd, 2. Bp. Spartacus, 3. Kecskeméti SC, 4. Újpesti Dózsa, 5. Honvéd Szalvai SE, 6. Bajai SK, 7. Miskolci VSC, 8. Honvéd Kilián SE
1979
1. Bp. Spartacus, 2. Bp. Honvéd, 3. Honvéd Szalvai SE, 4. Kecskeméti SC, 5. Újpesti Dózsa, 6. Debreceni Dózsa, 7. Szegedi EOL AK, 8. Bajai SK
1980
1. Bp. Honvéd, 2. Bp. Spartacus, 3. Újpesti Dózsa, 4. Kecskeméti SC, 5. Honvéd Szalvai SE, 6. Debreceni Dózsa, 7. Győri Dózsa, 8. Honvéd Kilián SE
1981
1. Bp. Honvéd, 2. Újpesti Dózsa, 3. Bp. Spartacus, 4. Kecskeméti SC, 5. Miskolci VSC, 6. Honvéd Szalvai SE, 7. Szegedi EOL AK, 8. Debreceni Dózsa
1982
1. Újpesti Dózsa, 2. Bp. Spartacus, 3. Kecskeméti SC, 4. Honvéd Szalvai SE, 5. Bp. Honvéd, 6. Győri Dózsa, 7. Honvéd Kilián SE, a Miskolci VSC visszalépett
1983
1. Bp. Spartacus, 2. Kecskeméti SC, 3. Újpesti Dózsa, 4. Bp. Honvéd, 5. Honvéd Szalvai SE, 6. Debreceni Dózsa, 7. Bajai SK, 8. Győri Dózsa
1984
1. Kecskeméti SC, 2. Bp. Spartacus, 3. Újpesti Dózsa és Miskolci VSC, 5. Bp. Honvéd és Honvéd Szalvai SE
1985
1. Kecskeméti SC, 2. Újpesti Dózsa, 3. Bp. Honvéd és Bp. Spartacus, 5. Miskolci VSC és Tatabányai Bányász, 7. Esztergomi Spartacus és Honvéd Szalvai SE
1986
1. Bp. Honvéd, 2. Bp. Spartacus, 3. Kecskeméti SC és Újpesti Dózsa, 5. Tatabányai Bányász és Miskolci VSC, 7. Szegedi EOL-DÉLÉP SE (volt Szegedi EOL AK) és Debreceni Dózsa
1987
1. Bp. Honvéd, 2. Bp. Spartacus, 3. Honvéd Szalvai SE és Újpesti Dózsa, 5. Kecskeméti SC és Tatabányai Bányász, 7. Honvéd Kilián SE és Miskolci VSC
1988
1. Bp. Spartacus, 2. Debreceni Dózsa, 3. Bp. Honvéd és Kecskeméti SC, 5. Újpesti Dózsa és Szeged SC (volt Szegedi EOL-DÉLÉP SE), 7. Honvéd Szalvai SE és Tatabányai Bányász
1989
1. Újpesti Dózsa, 2. Bp. Honvéd, 3. Bp. Spartacus és Debreceni Dózsa, 5. Győri Dózsa és Miskolci VSC, 7. Szeged SC és Kecskeméti SC
1990
1. Bp. Honvéd, 2. Debreceni Dózsa, 3. Bp. Spartacus és Újpesti Dózsa, 5. Testnevelési Főiskola SE és Miskolci VSC, 7. Honvéd Szalvai SE
1991
1. Bp. Spartacus, 2. Újpesti TE (volt Újpesti Dózsa), 3. Bp. Honvéd és Debreceni Dózsa, 5. Miskolci VSC és Unyi Lovas SC, 7. Testnevelési Főiskola SE, a Szeged SC visszalépett
1992
1. Bp. Honvéd, 2. Bp. Spartacus, 3. Debreceni Dózsa és Újpesti TE, indult még: Unyi Lovas SC, Szolnoki Repülőtiszti Főiskola SE (volt Honvéd Kilián SE)
1993
1. Bp. Spartacus, 2. Bp. Honvéd, 3. Debreceni Dózsa és Újpesti TE, 5. Szolnoki Repülőtiszti Főiskola SE és Győri Vitál
1994
1. Debreceni Dózsa, 2. Újpesti TE, 3. Bp. Spartacus és Debreceni Medikus
1995
1. Miskolci VSC, 2. Bp. Honvéd, 3. Közgazdasági Egyetem SC és Újpesti TE, 5. Debreceni Dózsa és FPC Duna Club, 7. Debreceni Medikus
1996
1. Bp. Honvéd, 2. Miskolci VSC, 3. Debreceni Dózsa és Újpesti TE, 5. Szolnoki Repülőtiszti Főiskola SE és FPC Duna Club, 7. Közgazdasági Egyetem SC, a Győri Vitál visszalépett
1997
1. Újpesti TE, 2. Szolnoki Repülőtiszti Főiskola SE, 3. Bp. Honvéd és Szegedi VSE, 5. Testnevelési Főiskola SE és Miskolci VSC, 7. Veterán JC és Debreceni Dózsa
1998
1. Újpesti TE, 2. Bp. Spartacus, 3. Bajai JC (volt Bajai SK) és Bp. Honvéd, 5. Szolnoki Repülőtiszti Főiskola SE és Szegedi VSE, 7. Közgazdasági Egyetem SC és Miskolci VSC és Testnevelési Főiskola SE és Debreceni Medikus
1999
1. Bp. Honvéd, 2. Újpesti TE, 3. Szolnoki Honvéd (volt Szolnoki Repülőtiszti Főiskola SE) és Ceglédi VSE, 5. Miskolci VSC és Közgazdasági Egyetem SC
2000
1. Szegedi VSE, 2. Újpesti TE, 3. Bp. Honvéd és Szolnoki Honvéd, 5. Ceglédi VSE és Miskolci VSC
2001
1. Bp. Honvéd, 2. Kecskeméti JC (volt Kecskeméti SC), 3. Szolnoki Honvéd, 4. Testnevelési Főiskola SE, 5. Miskolci VSC
2002
1. Bp. Honvéd, 2. Kecskeméti JC, 3. Testnevelési Főiskola SE és Újpesti TE, 5. Szolnoki Honvéd és Miskolci VSC
2003
1. Bp. Honvéd, 2. Kecskeméti JC, 3. Testnevelési Főiskola SE, 4. Miskolci VSC
2004
1. Bp. Honvéd, 2. KSI SE, 3. Miskolci VSC és Újpesti TE
2005
1. Bp. Honvéd, 2. Kecskeméti JC, 3. Újpesti TE és Leányvár SE, 5. Testnevelési Főiskola SE és Alpok-Adria SE
2006
1. Kecskeméti JC, 2. Bp. Honvéd, 3. Testnevelési Főiskola SE és Szegedi JSE (volt Szegedi VSE), 5. KSI SE
2007
1. Bp. Honvéd, 2. KSI SE, 3. Testnevelési Főiskola SE, 4. Leányvár SE
2008
1. Atomerőmű SE, 2. Bp. Honvéd, 3. Szegedi JSE, 4. MTK-Erzsébetváros, 5. Testnevelési Főiskola SE
2009
1. Újpesti TE, 2. Bp. Honvéd, 3. Testnevelési Főiskola SE, 4. Judo SZK, 5. Alpok-Adria JI
2010
1. Bp. Honvéd B, 2. Bp. Honvéd, 3. Leányvár SE és Leányvár SE B, 5. Bajai JC és Judo SZK
2011
1. Bp. Honvéd, 2. KSI SE, 3. Bajai JC és Leányvár SE B, 5. Pécsi VSK és Újpesti TE, 7. Leányvár SE és Judo SZK
2012
1. Bp. Honvéd, 2. KSI SE, 3. Bajai JC és Leányvár SE B, 5. Kecskeméti JC és Ceglédi VSE, 7. Budaörsi SC és Szegedi JSE
2013
1. Atomerőmű SE, 2. Ceglédi VSE, 3. Bp. Honvéd B és Leányvár SE, 5. Bp. Honvéd és Ippon Judo Tatabánya
2014
1. KSI SE, 2. Bp. Honvéd, 3. Kecskeméti JC és Bajai JC, 5. Kaposvári JK és Leányvár SE B, 7. Leányvár SE
2015
1. KSI SE, 2. Kecskeméti JC, 3. Budaörsi SC és Leányvár SE B, 5. Bajai JC és Leányvár SE
2016
1. Atomerőmű SE, 2. Bajai JC, 3. Újpesti TE és Bp. Honvéd, 5. Leányvár SE és Kecskeméti JC, 7. Budaörsi SC
2017
1. Bp. Honvéd, 2. Bajai JC, 3. Kaposvári JK és Újpesti TE, 5. Ceglédi VSE és Szatymazi SE
2018
1. Bp. Honvéd, 2. Kaposvári JK, 3. Újpesti TE és Szatymazi SE, 5. Bajai JC és Rákosvidéke Hajtós DSE, 7. Pápai Judo Akadémia és Budaörsi SC
2019
1. Bp. Honvéd, 2. Bajai JC, 3. Kaposvári JK és Budaörsi SC, 5. Szatymazi SE és Pápai Judo Akadémia, 7. Bushido JC

### Nők
1988
1. Debreceni Dózsa, 2. Bp. Spartacus, 3. Esztergomi Spartacus
1989
1. Debreceni Dózsa, 2. Pécsi VSK, 3. Bp. Spartacus
1990
1. Bp. Spartacus, 2. Miskolci VSC, 3. Bp. Honvéd
1991
1. Bp. Honvéd, 2. Bp. Spartacus, 3. Miskolci VSC
1992
1. Bp. Honvéd, 2. Újpesti TE, 3. Debreceni SI (volt Debreceni Dózsa), 4. Győri Dózsa-Ajka Hungalu
1993
1. Bp. Spartacus, 2. Győri Dózsa, 3. Miskolci VSC és Bp. Honvéd, 5. Debreceni SI és Újpesti TE
1994
1. Debreceni SI, 2. Bp. Spartacus, 3. Újpesti TE, 4. I. ker. SE, 5. Bp. Honvéd
1995
1. Debreceni SI, 2. I. ker. SE, 3. Bp. Honvéd és Újpesti TE, 5. Győri Dózsa és Ajkai Diák JC
1996
1. Bp. Honvéd, 2. Szegedi VSE, 3. Debreceni SI, 4. Újpesti TE
1997
1. Bp. Honvéd, 2. Újpesti TE, 3. Debreceni SI
1998
1. Bp. Honvéd, 2. Debreceni SI, 3. Újpesti TE, 4. Miskolci VSC
1999
1. Bp. Honvéd, 2. Koroncói JK, 3. Debreceni SI, 4. Miskolci VSC
2000
1. Bp. Honvéd, 2. Wadokai JC, 3. Leányvár SE, 4. Mosonmagyaróvári SE
2001
1. Újpesti TE, 2. Leányvár SE, 3. Mosonmagyaróvári SE, 4. Wadokai JC
2002
1. Újpesti TE, 2. Bp. Honvéd, 3. Mosonmagyaróvári SE és Leányvár SE, 5. Miskolci VSC és Alpok-Adria SE
2003
1. Újpesti TE, 2. Bp. Honvéd, 3. Kecskeméti JC és Bajai JC, 5. Leányvár SE és Alpok-Adria SE
2004
1. Újpesti TE, 2. Bajai JC, 3. Leányvár SE és Alpok-Adria SE
2005
1. Tatabányai Hermann Ottó DSE, 2. Újpesti TE, 3. Wadokai JC és Leányvár SE, 5. Alpok-Adria SE és Kecskeméti JC
2006
1. Leányvár SE, 2. Újpesti TE, 3. Alpok-Adria JI
2007
1. KSI SE, 2. Miskolci VSC-MISI, 3. Leányvár SE
2008
1. KSI SE, 2. Bp. Honvéd, 3. Leányvár SE
2009
1. Leányvár SE B, 2. Alpok-Adria JI, 3. Leányvár SE
2010
1. Margitszigeti AC, 2. Leányvár SE C, 3. Bajai JC és Szentesi Pollák DSE, 5. Leányvár SE és Leányvár SE B
2011
1. Leányvár SE, 2. Leányvár SE B
2012
1. Leányvár SE, 2. KSI SE, 3. Leányvár SE B, 4. Judo SZK
2013
1. Ippon Judo Tatabánya, 2. Kaposvári NASE, 3. Leányvár SE
2014
1. Bp. Honvéd, 2. Budaörsi SC, 3. KSI SE és Bajai JC, 5. Leányvár SE és Kaposvári JK
2015
1. Bajai JC, 2. Budaörsi SC, 3. Leányvár SE, 4. Nagykanizsai JK
2016
1. Bajai JC, 2. Szatymazi SE, 3. Ceglédi VSE, 4. Budaörsi SC, 5. Leányvár SE
2017
1. Bajai JC, 2. Szatymazi SE, 3. Újpesti TE, 4. BM Kano SE
2018
1. Bp. Honvéd, 2. Bajai JC, 3. Budaörsi SC és Szatymazi SE, 5. BM Kano JSE és Kőrös JSE
2019
1. Bp. Honvéd, 2. Bajai JC, 3. Szatymazi SE és Budaörsi SC, 5. Somogyszobi JC és BM Kano JSE, 7. Kőrös JSE és Pápai Judo Akadémia

### Vegyes
2023
1. Újpesti TE, 2. Szatymazi SE, 3. MTK Budapest és Samurai JC, 5. Kaposvári JK és Samurai JC II.
2024
1. MTK Budapest, 2. Budaörsi SC, 3. Szatymazi SE, 4. Rákosvidéke Hajtós DSE